# USS Lunga Point (CVE-94)
USS Lunga Point (CVE-94) – amerykański lotniskowiec eskortowy typu Casablanca, który w końcowym okresie II wojny światowej wchodził w skład floty Marynarki Wojennej Stanów Zjednoczonych. Został odznaczony pięcioma battle star i Presidential Unit Citation za udział w wojnie na Pacyfiku. 